# Пушина Феодора Андріївна
Феодо́ра (Федо́ра) Андрі́ївна Пу́шина (13 листопада 1923 — 6 листопада 1943) — військовий фельдшер, лейтенант медичної служби, Герой Радянського Союзу (1944, посмертно).

## Біографія
Народилася 13 листопада 1923 в селі Тукмачі (тепер Якшур-Бодьїнського району Удмуртії) в родині робітника.
Після закінчення семи класів школи, в 1939 році вступила до фельдшерської школи в Іжевську, працювала фельдшером у лікарні села Кекоран.
У Червону Армію була мобілізована у квітні 1942 року. На фронтах німецько-радянської війни з серпня 1942 року. Служила військовим фельдшером 520-го стрілецького полку (167-ма Сумська Червонопрапорна стрілецька дивізія, 38-ма армія, 1-й Український фронт).
У листопаді полк під командуванням полковника Петра Акулова вів важкі наступальні бої в Києві, відвертаючи на себе значні сили противника. У зв'язку з цим медчастина розташовувалася в передмісті Святошина і поранених доставляли туди. Вранці 6 листопада 1943 року група німецьких бомбардувальників завдала бомбового удару по Святошину. Будівля, в якій перебували поранені, загорілася. Командир санітарної роти Микола Копитенков та Феодора Пушина кинулися рятувати поранених. З вогню вона винесла тридцять тяжкопоранених і коли кинулася за останнім, почав руйнуватися будинок. Микола Копитенков виніс її з вогню, але вона померла в нього на руках від сильних опіків і травм.
Звання Героя Радянського Союзу було присвоєно їй 10 січня 1944 року посмертно.
| Надгробок        |
| анотаційна дошка |

Похована на Святошинському кладовищі Києва (ділянка № 3).

## Нагороди
- Орден Леніна
- Орден Червоної Зірки

## Пам'ять
У місті Іжевську і в селі Якшур-Бодья Удмуртії встановлені пам'ятники героїні. Її ім'я носить Іжевський медичний коледж, вулиці багатьох населених пунктів Удмуртії.
Вулиця в Святошинському районі Києва, на якій у будівлі школи (сучасна адреса — вулиця Ореста Васкула, 54) містився госпіталь, де Ф. А. Пушина вчинила подвиг, мала в 1975—2022 роках ім'я Феодори Пушиної. На цій же вулиці розташований сквер її імені.